# 大班商业中心

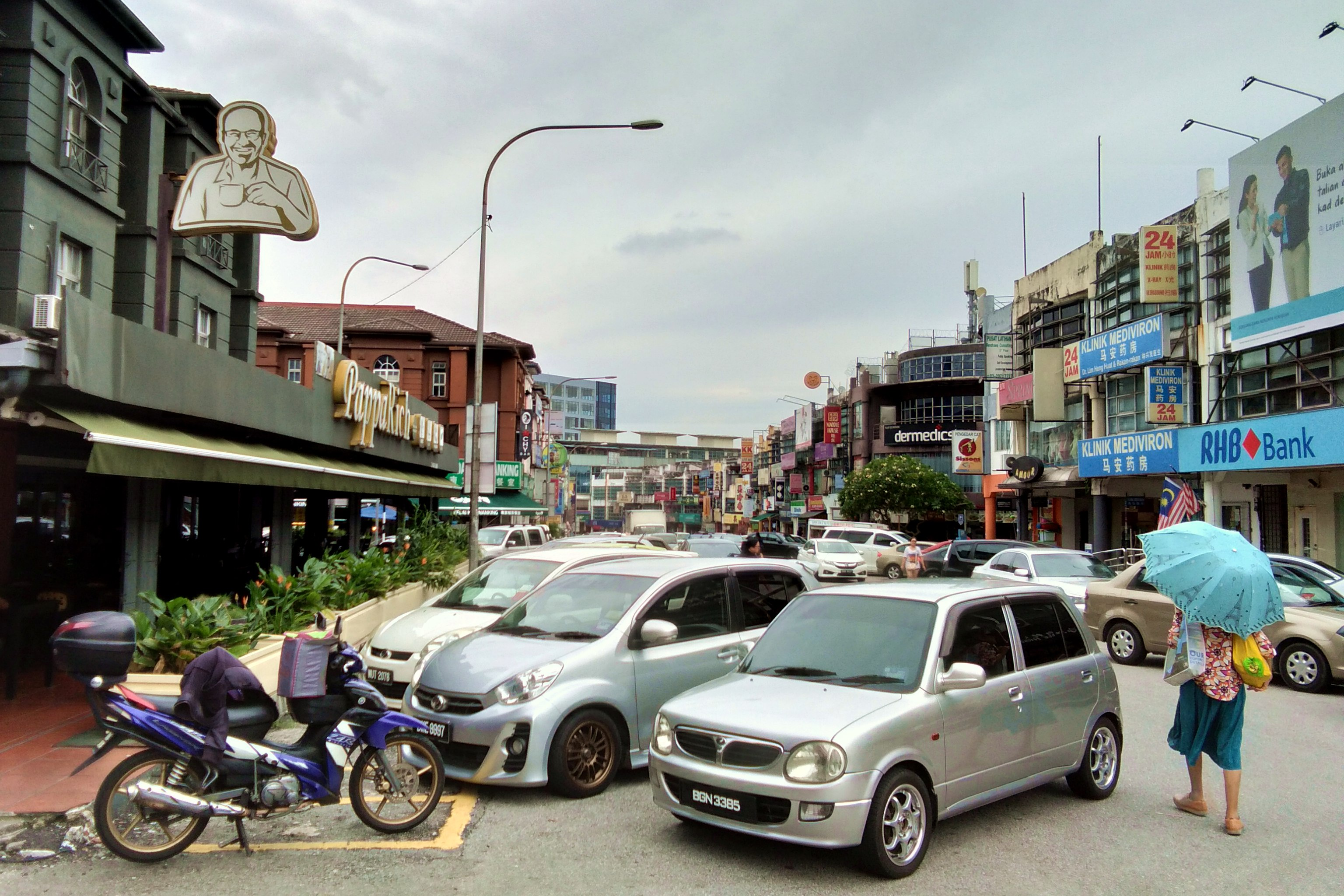
2018年12月的大班商业中心

大班商业中心（又名），是马来西亚雪兰莪州梳邦再也市梳邦再也UEP区（USJ）的一个商业区，由森那美UEP私营计划公司（Sime UEP Sdn Bhd，属森那美集团）于20世纪90年代建造开发，是梳邦再也UEP区的主要商业区之一。

## 历史与位置

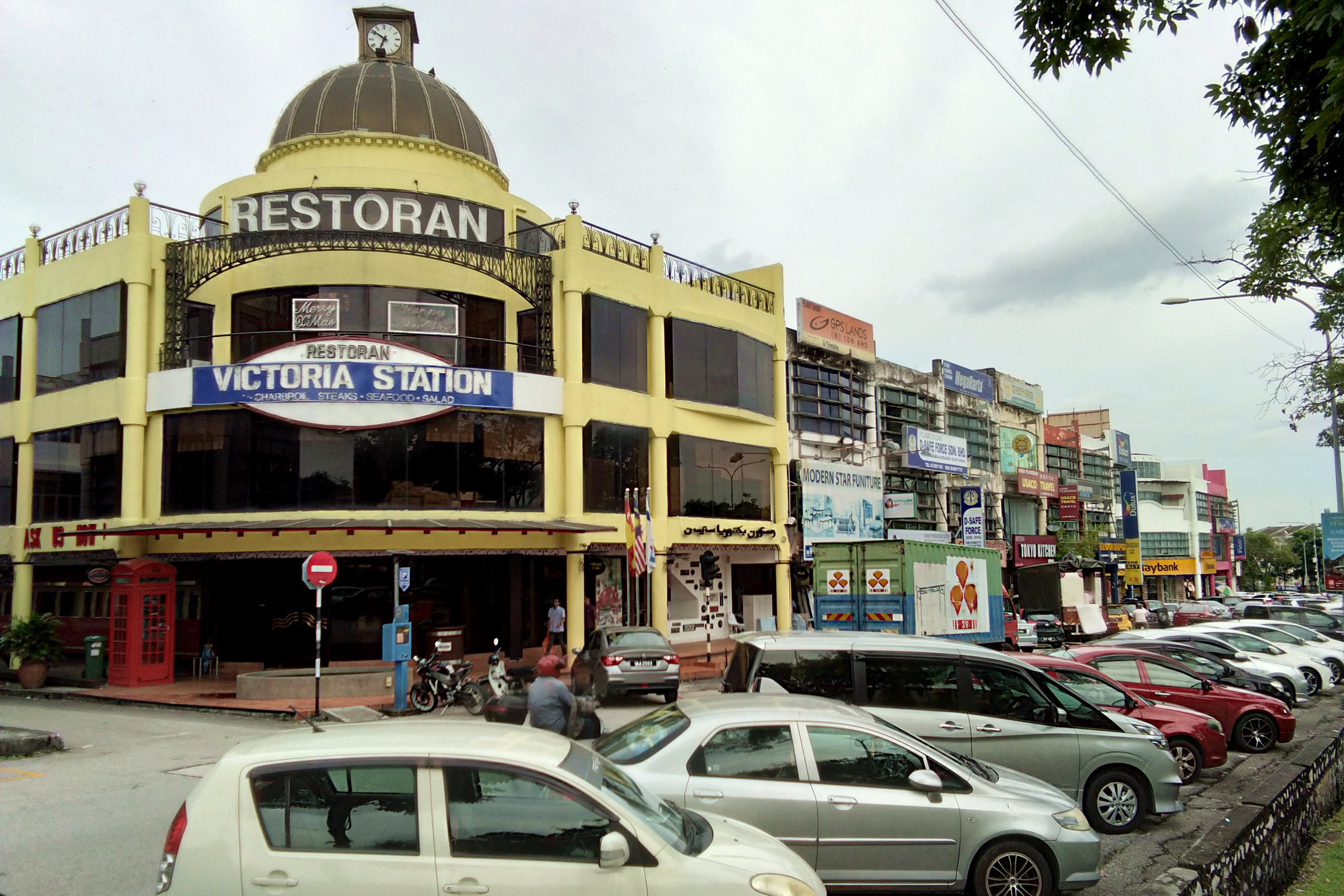
位于Persiaran Ikhlas 的维多利亚火车站餐厅

地产开发商森那美UEP地产公司（Sime UEP Properties Bhd）于20世纪90年代建造了大班商业中心。该商业区位于梳邦再也UEP区（USJ）的中心，亦称为其为USJ 10。其东、北面以柏西兰柏巴杜安（Persiaran Perpaduan）路为界，西面界限为柏西兰峇迪（Persiaran Bakti）路，南面则以柏西兰依克拉斯（Persiaran Ikhlas）路为界。USJ 10附近有USJ 5至USJ 11的居民区和梳邦商务中心（Subang Business Centre）。
2016年6月，马来西亚首条自动驾驶的列车系统和第二条轻快铁－格拉那再也綫延长线上的大班站正式开通，位于USJ6跟8区之间。

## 功能和经济发展
商业中心位于USJ区中心，设有一个多层停车场，四周被零售地段所围绕，形成了一个三角形，所以该地区也被称为“大班三角”（Taipan triangle）。大班商业中心是梳邦再也UEP区的主要商业中心，因设有各家银行、各类型餐馆和商店而闻名。（大班商业中心还服务于大型住宅区，这里的大部分开发项目都是在20世纪90年代和21世纪初完成的。意思不明）几家知名的马来西亚本地和跨国公司如宝腾、莲花汽车、辉柏嘉也在附近设立了总部。这里也是梳邦再也市内的美食聚集地之一，其中包括西式、中式、越南或泰国菜。

## 批评
商业中心后巷的清洁问题堪忧，到处散落有杂物和丢弃的家具。此外，内设的多层停车场被批评称管理和保养不当，以及安全保障措施和基本设施不够理想，如楼梯上脱落的水泥、废弃的“僵尸车”长期停放在此、消防箱内灭火器消失、未配备电梯等。另外，停车场收费价格不合理、楼层设计问题（低楼层被人租用，导致车辆只能停在高楼层）都是人们呼声较高的问题。